# Nenad Lukić (futbolista nacido en 1968)
Nenad Lukić (en serbio: Ненад Лукић) (Leskovac, 14 de diciembre de 1968 - ibídem, 10 de febrero de 2014) fue un futbolista serbio que jugaba en la demarcación de portero.

## Biografía
Nenad Lukić debutó como futbolista en 1989 a los 21 años de edad con el FK Dubočica. Tras pasar también por el FK Topličanin, fichó por el FK Napredak Kruševac en 1994. Después de dos temporadas, fue traspasado al FK Obilić Belgrado. Con el club ganó la SuperLiga Serbia en la temporada 1997-98. En la temporada siguiente obtuvo el récord de máximos minutos seguidos sin conceder un gol en la SuperLiga Serbia con 903 minutos, récord que le sería arrebatado posteriormente por Mladen Božović. Tras un breve paso por el PFC CSKA Sofia, jugó en el FK Sutjeska Nikšić y en el FK Smederevo. En 2001 volvió al PFC CSKA Sofia, donde se proclamó en 2002 mejor portero de la A Profesionalna Futbolna Grupa. Finalmente, en 2003, se retiró como futbolista en el PFC Spartak Varna a los 35 años de edad. Tras su retiro, se convirtió en el entrenador de porteros de la selección de fútbol sub-21 de Serbia.
Falleció el 10 de febrero de 2014 en Leskovac a los 45 años de edad tras una larga enfermedad.

## Clubes
| Club                 | País                | Año         |
| -------------------- | ------------------- | ----------- |
| FK Dubočica          | R. F. de Yugoslavia | 1989 - 1992 |
| FK Topličanin        | R. F. de Yugoslavia | 1992 - 1994 |
| FK Napredak Kruševac | R. F. de Yugoslavia | 1994 - 1996 |
| FK Obilić Belgrado   | R. F. de Yugoslavia | 1996 - 1999 |
| PFC CSKA Sofia       | Bulgaria            | 1999        |
| FK Sutjeska Nikšić   | R. F. de Yugoslavia | 1999 - 2000 |
| FK Smederevo         | R. F. de Yugoslavia | 2000 - 2001 |
| PFC CSKA Sofia       | Bulgaria            | 2001 - 2002 |
| PFC Spartak Varna    | Bulgaria            | 2002 - 2003 |

## Palmarés

### Campeonatos nacionales
| Título           | Club               | País   | Año  |
| ---------------- | ------------------ | ------ | ---- |
| SuperLiga Serbia | FK Obilić Belgrado | Serbia | 1998 |

### Distinciones individuales
| Título                                                         | Club               | País     | Año  |
| -------------------------------------------------------------- | ------------------ | -------- | ---- |
| Máximos minutos seguidos imbatido en la SuperLiga Serbia (903) | FK Obilić Belgrado | Serbia   | 1999 |
| Mejor portero de la A Profesionalna Futbolna Grupa             | PFC CSKA Sofia     | Bulgaria | 2002 |